# Хелсти (Мазовецьке воєводство)
Хелсти (пол. Chełsty) — село в Польщі, у гміні Ружан Маковського повіту Мазовецького воєводства.
Населення — 107 осіб (2011).
У 1975-1998 роках село належало до Остроленцького воєводства.

## Демографія
Демографічна структура станом на 31 березня 2011 року:
|          | Загалом | Допрацездатний вік | Працездатний вік | Постпрацездатний вік |
| -------- | ------- | ------------------ | ---------------- | -------------------- |
| Чоловіки | 61      | 13                 | 37               | 11                   |
| Жінки    | 46      | 6                  | 23               | 17                   |
| Разом    | 107     | 19                 | 60               | 28                   |